# Charles Rabourdin (écrivain)
Pour les articles homonymes, voir Charles Rabourdin et Rabourdin.
Charles Rabourdin, né le 4 avril 1838 à Melun et mort le 6 juin 1906 à Héricy, est un militaire, écrivain, poète et publiciste français, membre et lauréat de plusieurs sociétés savantes françaises et étrangères.

## Biographie

### Origines
Jean-Charles Rabourdin naît en 1838 à Melun. Sa lignée paternelle se compose d'une famille d'agriculteurs de la Brie, tandis que sa lignée maternelle se rattache essentiellement au monde savant, de laquelle il a une parentèle avec le malacologiste Gaspard Michaud dont il est également un élève.

### Carrière militaire
Sorti du collège, âgé de 17 ans, il s'engage comme volontaire pour la campagne de Crimée malgré les conseils du maréchal Boniface de Castellane qui le trouve alors trop jeune pour une telle campagne. Il participe notamment au siège de Sébastopol. Durant cette campagne, il est admiré par les Russes et le reste de sa vie, il continue de correspondre avec quelques officiers russes dont il a fait connaissance sur le champ de bataille.
Durant le siège de Paris, épisode de la guerre franco-allemande de 1870, il est capitaine d'un régiment de marche,.

### Activité savante
C'est durant ses années de retraite qu'il s'intéresse activement à des questions scientifiques, surtout archéologiques, et participe à des recherches. Il fait alors partie de plusieurs sociétés savantes littéraires et scientifiques dont la Société d'archéologie, sciences, lettres et arts du département de Seine-et-Marne,.
En parallèle, il compose également plusieurs poèmes, notamment une « fantaisie » en lien avec son vécu de la campagne de Crimée.

### Décès
Il décède en juin 1906 à Héricy, où il résidait,. Ses obsèques ont lieu le 8 juin et il est inhumé au cimetière Nord de Melun dans une sépulture familiale.

## Descriptions et critiques
Au sujet de L'Art d'être heureux, Edmond Adam, haut fonctionnaire et homme politique, commente « c'est une action honnête qu'un livre comme L'Art d'être heureux. Il y a des pages de douce philosophie et de grande philosophie à la fois. Tout y est sincère, élevé, d'un style noble. ».
Dans le journal artistique et littéraire La Ruche, le vicomte René de Montalban décrit Rabourdin comme tel : « Son physique est d'accord avec son style, c'est le type conservé du mousquetaire Louis XIII, à qui il ne manque que le costume », il serait « un excellent homme qui était très aimé de ses camarades de l'armée », dont le talent « est varié et original » et le style « toujours élégant », tout en le qualifiant anecdotiquement d'« homme le plus distrait du monde ».
À son décès, l'hebdomadaire L'Abeille de Fontainebleau le décrit comme étant « remarquable par son énergie tempérée par une extrême courtoisie ».

## Œuvres
- Une étude sur la réorganisation de l'armée[3]
- La Question sociale[3]
- Le Parti à tirer du chemin de fer en temps de guerre[3]
- Louis XVI et Alexandre II, suivi de la vérité aux nihilistes[3]
- 1881 : L'Art d'être heureux[3],[9]
- 1895 : Au Dernier des maréchaux de France[10]
- 1895 : L'Abbaye royale de Barbeau[11], d'abord paru dans la Défense de Fontainebleau[12]
- 1897 : La Revue nocturne des héros[13]
- 1897 : Alexis Durand
- Dictionnaire des illustrations de Seine-et-Marne[7],[8]

## Distinctions
- 1895 : Médaille d'honneur de la Société d'encouragement au Bien pour l'ouvrage Dictionnaire des illustrations de Seine-et-Marne[7],[8]
- 1897 : Premier prix au concours poétique de l'Académie Clémence Isaure de Toulouse pour le poème La Revue nocturne des Héros[14]